# Micrasema borneense
Micrasema borneense is een schietmot uit de familie Brachycentridae. De soort komt voor in het Oriëntaals gebied.